# Yadian Shuiku
Yadian Shuiku (kinesiska: 鸭淀水库) är en reservoar i Kina. Den ligger i storstadsområdet Tianjin, i den norra delen av landet, omkring 20 kilometer söder om stadens centrum. Yadian Shuiku ligger 3 meter över havet. Arean är 11,9 kvadratkilometer. Trakten runt Yadian Shuiku består till största delen av jordbruksmark. Den sträcker sig 4,5 kilometer i nord-sydlig riktning, och 4,5 kilometer i öst-västlig riktning.
Genomsnittlig årsnederbörd är 683 millimeter. Den regnigaste månaden är juli, med i genomsnitt 253 mm nederbörd, och den torraste är januari, med 4 mm nederbörd.